# Gène holandrique
Un gène holandrique est un gène qui se trouve sur une partie propre au chromosome Y de façon permanente et qui, s'il se manifeste chez des mâles, est dit holandrique. On parlera d'hérédité holandrique. Ils ne sont donc pas présents sur le chromosome X.
Très peu de gènes sont identifiés à l'heure actuelle.
L' hypertrichose des oreilles est un exemple de phénotype transmis par hérédité holandrique.